# Syllabus Errorum
Syllabus Errorum — список засуджених навчань і принципів, виданий Римською церквою в 1864 році. У минулому термін (лат. Syllabus — каталог) використовувався Римською церквою для кодифікації виданих папських законів.
«Список найважливіших помилок нашого часу», піддав анафемі пантеїзм, натуралізм, раціоналізм, соціалізм, комунізм, таємні товариства, біблійні товариства, принципи свободи совісті і відділення Церкви від держави, які вважають протестантизм однієї з церков тощо.